# Слюбув (Мазовецьке воєводство)
Слюбув (пол. Ślubów) — село в Польщі, у гміні Вишкув Вишковського повіту Мазовецького воєводства.
Населення — 171 особа (2011).
У 1975-1998 роках село належало до Остроленцького воєводства.

## Демографія
Демографічна структура станом на 31 березня 2011 року:
|          | Загалом | Допрацездатний вік | Працездатний вік | Постпрацездатний вік |
| -------- | ------- | ------------------ | ---------------- | -------------------- |
| Чоловіки | 79      | 14                 | 59               | 6                    |
| Жінки    | 92      | 22                 | 59               | 11                   |
| Разом    | 171     | 36                 | 118              | 17                   |